# 전병
전병(煎餠)은 찹쌀가루나 밀가루 등을 이용하여 부친 음식이다.

## 사진

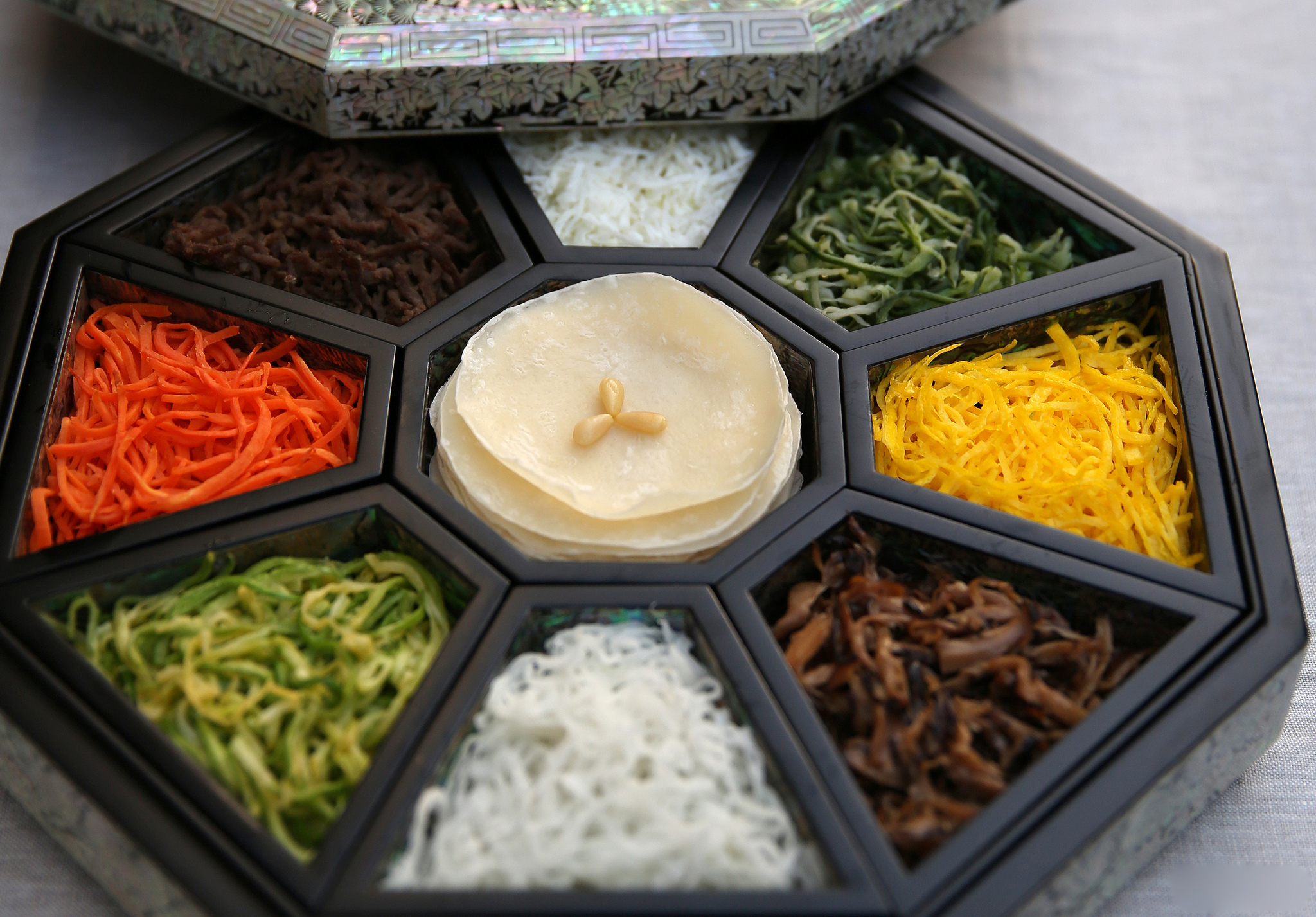
구절판 중앙의 밀전병
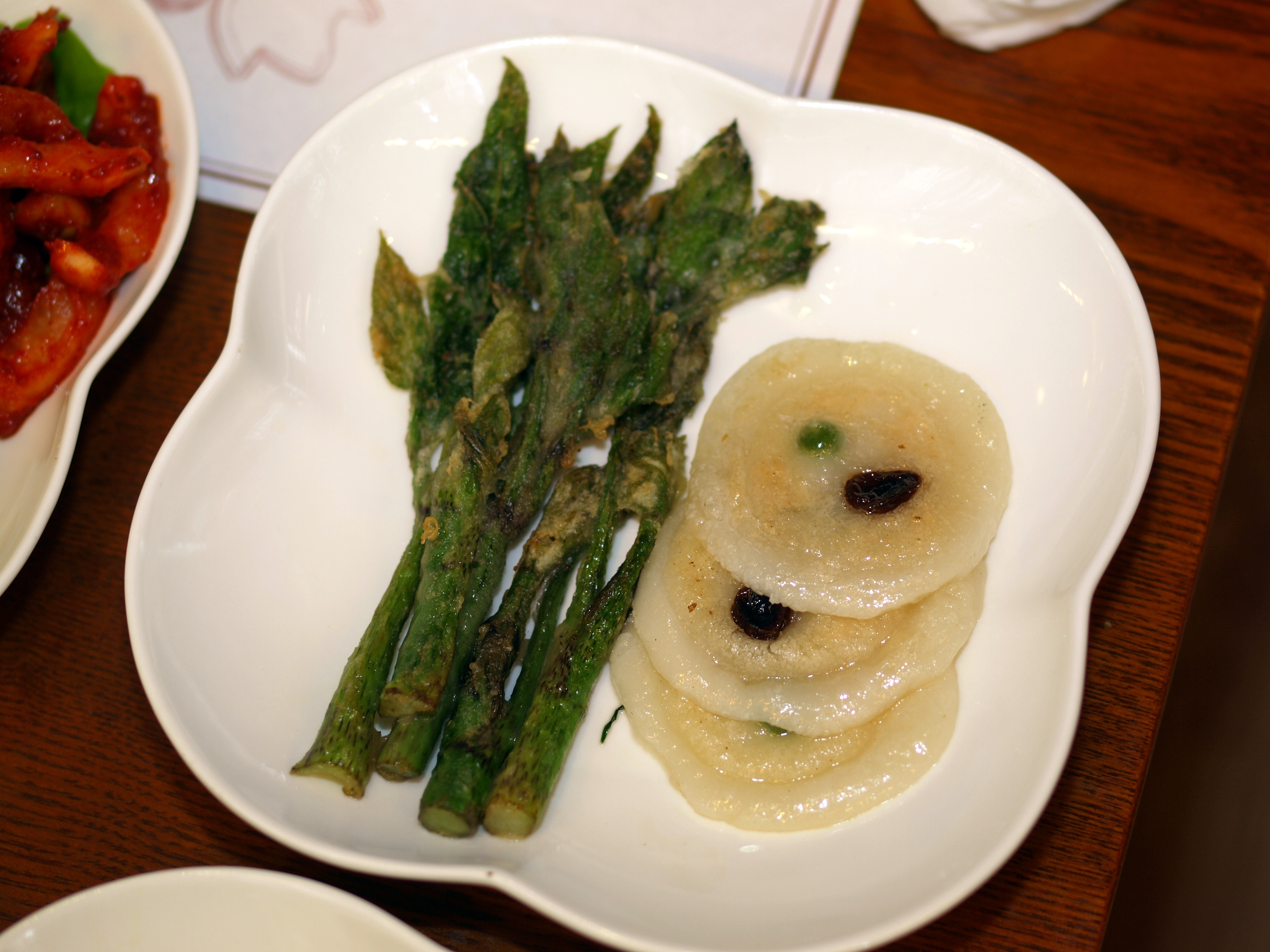
두릅부각과 찰전병
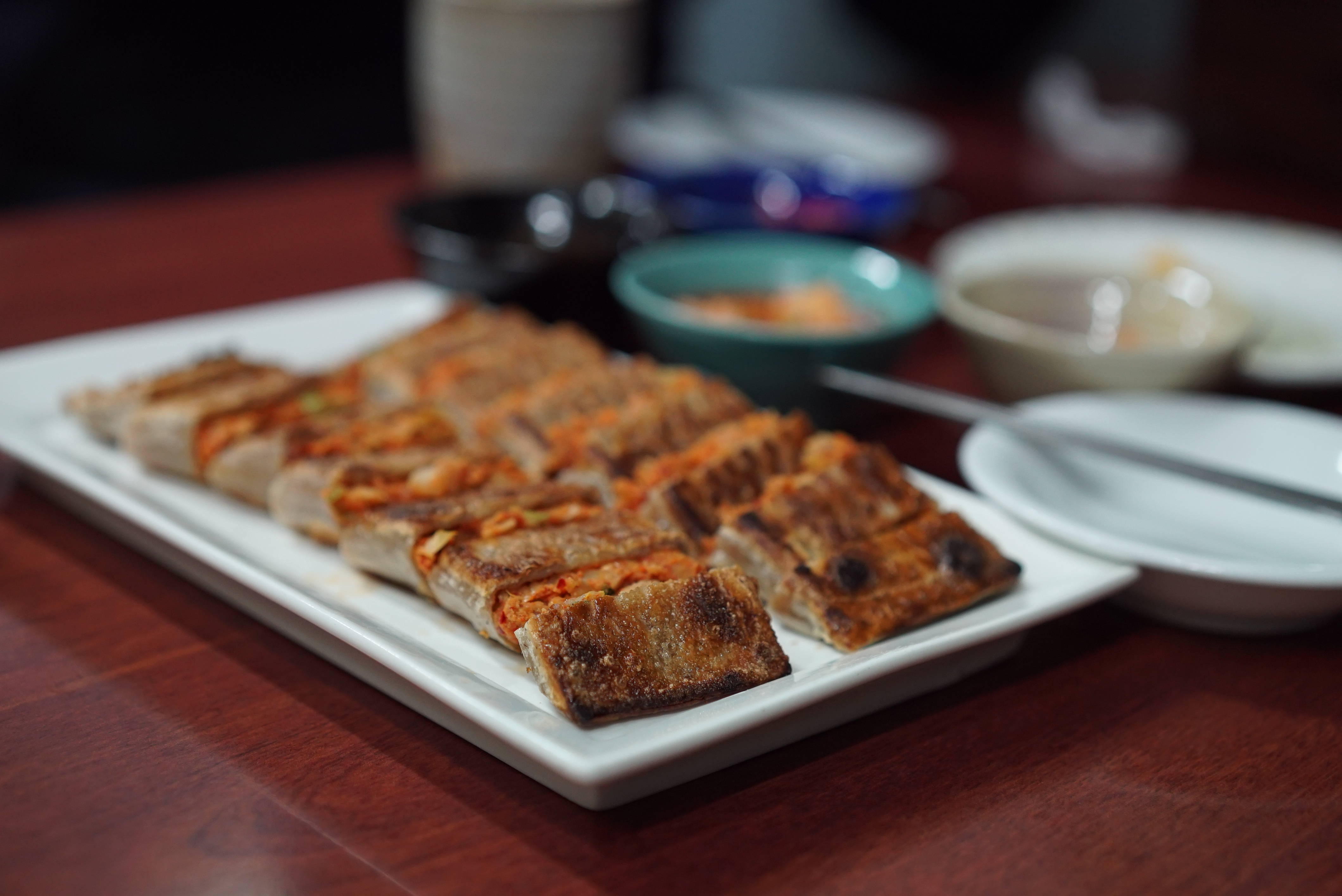
소를 넣은 밀전병
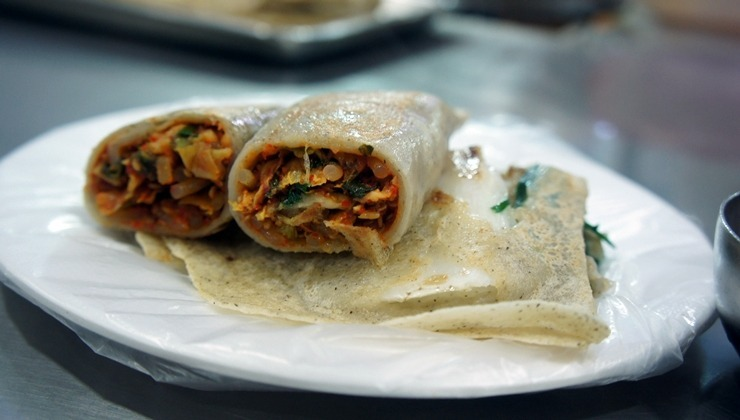
소를 넣은 메밀전병

## 같이 보기
- 젠빙
- 춘빙